# ブラード・ラインズ (曲)
「ブラード・ラインズ〜今夜はヘイ・ヘイ・ヘイ♪」（Blurred Lines）は、2013年3月26日に発売されたロビン・シックの18枚目のシングル。発売元はStar Trak Entertainment、Interscope Records（Universal Music Group）。

## 解説
「Love After War」から2年ぶりのシングルで、同年発売のアルバム「Blurred Lines」の先行シングル。客演にT.I.とPharrell Williamsが参加している。リリース後は世界各国でチャート1位を記録し、1480万枚の売り上げを記録した。2014年の第56回グラミー賞では「最優秀レコード」「最優秀ポップ・デュオ/グループ・パフォーマンス」にノミネートされた。
ミュージック・ビデオの監督はDiane Martelが担当し、Robin、T.I.、Pharrellのほか、女性モデルのEmily Ratajkowski、Elle Evans、Jessi M'Bengueが出演。Robin本人が出演する日本版ミュージック・ビデオも制作され、当時AKB48の大島優子と小嶋陽菜が出演している。
世界中で大ヒットを記録する中、Marvin Gayeの遺族がGayeの楽曲「Got to Give It Up」（邦題：「黒い夜」）を盗用しているとしてRobinらを訴えた。Gaye側の弁護士は音楽の研究家を呼んで類似性を証明することをせず、さらに前作「Love After War」がGayeの楽曲「After The Dance」を引用していると主張した。RobinとPharrellは盗用を否定したが、「Blurred Lines」リリース当初のGQでのインタビューでRobinが「Got to Give It Upを意識してPharrellと30分で作った」と発言していたことをGaye側が提示。それに対しRobinは「ドラッグ（鎮痛剤）やアルコールを服用していた」「曲を売るために虚偽を語っていた」と主張したが、同時にRobinは「Pharrellと30分」で制作したことは嘘であり、Pharrellが全て作ったことを告白。「大ヒット曲のクレジットが欲しかった」と話している。最終的にGaye側が勝訴し、740万ドルの損害が認められ、RobinとPharrellに合わせて484万ドルの支払いを命じた。この判決に対しRobinとPharrellは「酷い先例を作ることになってしまう」とコメントしている。
前述のグラミー賞授賞式では妻のPaula Pattonとレッドカーペットを歩いたものの、この楽曲制作の際に使用した薬物の問題がきっかけで2014年2月に離婚した。

## 収録曲

### デジタル・ダウンロード
1. Blurred Lines [4:22]
(作詞・作曲：Robin Thicke, Clifford Harris, Jr., Pharrell Williams)

### CD
1. Blurred Lines [4:22]
2. Blurred Lines (Laidback Luke Remix) [4:39]
  - Laidback Lukeによるリミックス。

### アナログ盤 (12inch)
[SIDE-A]
1. Blurred Lines [4:22]
2. Blurred Lines (Instrumental) [4:22]

[SIDE-B]
1. Blurred Lines (Laidback Luke Remix) [4:39]

### EP
1. Blurred Lines [4:22]
2. Blurred Lines (Laidback Luke Remix) [4:39]
3. When I Get You Alone [3:36]
(作詞・作曲：Robin Thicke, Walter Murphy)
  - 2002年8月27日にリリースした1枚目のシングル。
4. Lost With You [4:14]
(作詞・作曲：Robin Thicke, Walter Murphy)
  - 2007年1月30日にリリースしたシングル。
5. Magic [3:54]
(作詞・作曲：Robin Thicke, James Gass, Max)
  - 2008年5月20日にリリースしたシングル。楽曲制作に当時Robinの妻であったPaula PattonがMax名義で参加している。
6. Sex Therapy [4:35]
(作詞・作曲：Robin Thicke, Ester Dean, Jamal Jones, Herb Wiener, Seymour Gottlieb, John Gluck, Walter Gold)
  - 2009年10月20日にリリースしたシングル。

### リミックス
1. Blurred Lines (Laidback Luke Remix) [4:39]
2. Blurred Lines (Will Sparks Remix) [5:07]
  - Will Sparksによるリミックス。
3. Blurred Lines (DallasK Remix) [5:00]
  - DallasKによるリミックス。

## クレジット
Blurred Lines
- Pharrell Williams：Vocals, Instruments
- T.I.：Vocals
- Andrew Coleman：Digital Edited

Blurred Lines (Laidback Luke Remix)
- Additional Production：Lucas van Scheppingen